# Deimos (vệ tinh)
Deimos (English /ˈdaɪməs/ hay /ˈdiːməs/; tiếng Hy Lạp Δείμος: "Kinh hoàng"), là vệ tinh nhỏ hơn và ở xa hơn phía ngoài trong số hai vệ tinh của Sao Hoả, được đặt theo tên Deimos (con trai của thần chiến tranh Ares và sắc đẹp Aphrodite) trong Thần thoại Hy Lạp. Nó cũng được gọi là Mars II.

## Phát hiện
Cả Phobos và Deimos đều được nhà thiên văn học Mỹ là Asaph Hall phát hiện. Tên của hai vệ tinh này được Henry Madan (1838–1901), giáo sư toán học Eton College đề xuất từ cuốn XV tác phẩm Iliad, theo tên hai con thần chiến tranh Ares (Mars trong thần thoại La Mã) là Kinh hoàng (Deimos) và Khiếp sợ (Phobos).
Deimos được phát hiện ngày 12 tháng 8 năm 1877 lúc khoảng 07:48 UTC (theo những nguồn tin thời ấy là lúc "14:40 11 tháng 8" theo giờ Washington tính ngày theo quy ước thiên văn cũ, bắt đầu vào lúc giữa trưa, vì thế phải cộng thêm 12 tiếng vào giờ địa phương) .

## Đặc điểm

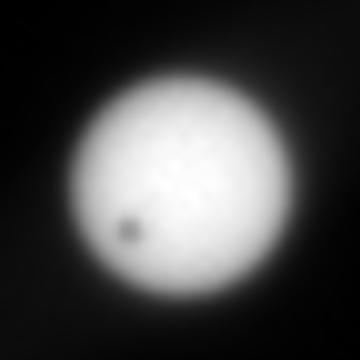
Deimos lướt ngang Mặt Trời, theo quan sát của Mars Rover Opportunity

Deimos có lẽ là một tiểu hành tinh đã bị ảnh hưởng từ Sao Mộc làm rối loạn quỹ đạo và trở thành vệ tinh của Sao Hỏa, dù giả thuyết này còn gây một số tranh luận. Giống như hầu hết các vật thể cùng kích thước, Deimos không có hình tròn, các kích thước 15×12×10 km.
Deimos được cấu tạo từ đá có thành phần vật liệu carbon cao, rất giống các tiểu hành tinh kiểu C và các thiên thạch carbonaceous chondrite. Nó có các miệng núi lửa do va chạm, nhưng bề mặt nói chung phẳng hơn nhiều so với Phobos, một phần nhờ các miệng núi lửa đã được điền đầy bởi regolith. Hai miệng núi lửa lớn nhất là Swift và Voltaire, đường kính khoảng 3 (chúng được đặt theo tên hai người từng cho rằng có hai vệ tinh quay quanh Sao Hỏa từ lâu trước khi những vệ tinh thực sự này được phát hiện).
Khi quan sát từ Deimos, Sao Hỏa lớn hơn 1000 lần và sáng hơn 400 lần so với trăng tròn khi quan sát từ Trái Đất, chiếm 1/11 chiều rộng bầu trời.
Khi quan sát từ Sao Hoả, Deimos có đường kính góc không lớn hơn 2.5' và vì thế khi nhìn bằng mắt thường có vẻ giống một ngôi sao hơn. Khi sáng nhất ("trăng tròn") nó sáng tương đương với Sao Kim khi quan sát từ Trái Đất; ở pha tuần thứ nhất và thứ ba nó sáng tương đương Sao Chức Nữ. Khi Deimos lướt ngang trước Mặt trời đường kính góc của nó chỉ lớn hơn khoảng 2.5 lần so với đường kính góc Sao Kim khi Sao Kim lướt ngang Mặt Trời quan sát từ Trái Đất. Với một kính viễn vọng nhỏ, một người quan sát trên Sao Hỏa sẽ thấy được các pha tuần của Deimos, một vòng quay của nó mất 1.2648 ngày (chu kỳ giao hội (synodic) của Deimos).

Quỹ đạo của Phobos và Deimos (theo tỷ lệ)

Không giống Phobos, vốn có tốc độ quay rất nhanh khiến trên thực tế [Sao Hoả] nó mọc ở phía tây và lặn phía đông, Deimos mọc ở phía đông và lặn ở phía tây. Tuy nhiên, chu kỳ quỹ đạo của Deimos bằng khoảng 30.4 giờ, dài hơn một ngày trên Sao Hoả ("sol"), khoảng 24.7 giờ, vì thế từ lúc mọc đến lúc lặn của nó là 2.7 ngày đối với một người quan sát trên xích đạo Sao Hoả.
Vì quỹ đạo của Deimos khá gần với Sao Hỏa và nó có độ nghiêng rất nhỏ so với quỹ đạo hành tinh này, những người quan sát tại các vĩ độ lớn hơn 82.7° sẽ không thể nhìn thấy nó.